# Fällfors flygbas
Fällfors flygbas (IATA: -, ICAO: ESUF) är en tidigare militär flygbas i Fällfors i Skellefteå kommun.

## Historik
Flygbasen i Fällfors etablerades redan åren 1955–1956. Bastropp placerades på basen hösten 1960. År 1971 startade målflygverksamhet med bogsering av vingmål först med flygplan J 29 Tunnan sedan med J 32B Lansen. År 1978 beställde Flygvapnet en bergtunnel till flygbasen. Åren 1980–1981 stod anläggningen klar, detta efter att Arbetsmarknadsstyrelsen (AMS) anvisat medel för beredskapsarbeten inom länet. År 1982 byggdes basen (Fält 40) ut till att omfatta det nya Bas 90-systemet och blev med det den första flygbasen i landet att omfatta Bas 90. År 1983 med den så kallade krigsbergtunneln var basen den enda av sitt slag i Sverige. Trots att tunneln från början var strikt hemlig, så gjordes en miss i sekretessen, genom att ett reportage publicerades i lokalpressen redan när den stod färdig. År 1986 genomfördes första fältövningen med det nya typförbandet Basbataljon 85, som var en del av det nya Bas 90-systemet på Fällfors. 
Bergtunneln är utformad som en hästsko och var cirka 150 lång, 20 meter bred och 5 meter hög. Som en jämförelse mot berghangarerna, hade tunneln endast en kapacitet för 10 stridsflygplan. Mellan Flygvapnets övningar var anläggningen helt tömd på flygplan och utrustning. Flygplan som användes vid basen var bland annat J 35, JA 37, AJ 37 och SK 60. Anläggningen fick en stark attraktionskraft som äventyrsgrotta och efter ett flertal överträdelser mot tillträdesförbudet stängslades hela området runt tunneln in. 
Fällforsbasen bestod dock inte bara av tunneln. Utöver huvudrullbanan fanns tre sidobanor med en längd på 800 meter. Huvudbanans längs var 2000 meter och har en bredd på 35 meter. Runt basen löper cirka 5 mil grusväg.
Efter försvarsbeslutet 2004 utgick flygbasen ur operativ drift i Försvarsmakten. Den 27 juni 2006 genomfördes en avvecklingsceremoni vid flygbasen, flottiljchefen vid Norrbottens flygflottilj, överste Lars Jäderblom avslutade ceremonin med orden "Det är med delade känslor som avvecklingen av Fällforsbasen genomförs, nu inriktar vi oss på våra huvuduppgifter som internationella insatser!" I september 2007 såldes hela flygbasområdet till Skellefteå kommun.

## Drivecenter Arena
År 2008 tog Drivecenter Arena (tidigare Skellefteå Drive Center) över anläggningen, som därefter började nyttjas för kommersiell testverksamhet av fordon, utbildning, samt motortävlingar och trackdays för både bil och MC.  
Åren 2018–2019 slutfördes arbetet med att omvandla anläggningen till en modern racingbana. Den färdigställdes i juni 2019 blev då skandinaviens längsta racingbana på 4,2 km. Premiärtävlingen Midnattssolsloppet hölls den 14–15 juni 2019, med klasserna TCR Scandinavia, Porsche Carrera Cup, GT4 Scandinavia och Formula Nordic.